# Bački Sokolac
Bački Sokolac (ćir.: Бачки Соколац) je naselje u općini Bačka Topola u Sjevernobačkom okrugu u Vojvodini.

## Stanovništvo
U naselju Bački Sokolac živi 609 stanovnika, od čega 441 punoljetan stanovnik s prosječnom starosti od 44,2 godina (41,6 kod muškaraca i 46,9 kod žena). U naselju ima 209 domaćinstva, a prosječan broj članova po domaćinstvu je 2,91.
Prema popisu iz 1991. godine u naselju je živjelo 229 stanovnika.
| Etnički sastav 2002. |            |        |
| Narod                | Stanovnika |        |
| Srbi                 | 578        | 94,90% |
| Mađari               | 9          | 1,47%  |
| Jugoslaveni          | 5          | 0,82%  |
| Slovenci             | 5          | 0,82%  |
| Hrvati               | 3          | 0,49%  |
| Nijemci              | 2          | 0,32%  |
| Bunjevci             | 2          | 0,32%  |
| Crnogorci            | 1          | 0,16%  |
| nepoznato            | 0          | 0,00%  |

| broj stanovnika | 685   | 651   | 648   | 594   | 523   | 497   | 609   |
|                 | 1948. | 1953. | 1961. | 1971. | 1981. | 1991. | 2001. |

## Vanjske poveznice
- Karte, položaj vremenska prognoza  Arhivirana inačica izvorne stranice od 4. siječnja 2010. (Wayback Machine)
- Satelitska snimka naselja